# Smoking Gun Interactive
Smoking Gun Interactive (SGI) ist ein Spieleentwicklungsunternehmen mit Sitz in Vancouver.

## Geschichte
Die Gründungsmitglieder John Johnson, Angie Radwan-Pytlewski und Drew Dunlop sind allesamt vormalige Angestellte von Relic Entertainment. Der Geschäftsführer John Johnson war als Produzent für Company of Heroes zuständig, Angie Radwan-Pytlewski hatte die künstlerische Leitung inne und Drew Dunlop war leitender Programmierer.
Das Studio entwickelt vor allem Spiele für die Xbox- und Windowsplattform. Bekannt wurden sie für die Entwicklung von Age of Empires: Castle Siege sowie Spiele für Kinect.

## Spiele (Auswahl)
- Age of Empires: Castle Siege
- Microsoft Solitaire Collection
- Freefall Racers
- X: Exoriare
- X: Rise Up
- Doodle Jump Journey
- Doodle Jump Adventures
- Doodle Jump for Kinect
- Kinect Adventures
- Kinect Me